# Municipio de Senahú
Municipio de Senahú är en kommun i Guatemala.   Den ligger i departementet Departamento de Alta Verapaz, i den centrala delen av landet, 110 km nordost om huvudstaden Guatemala City.